# سیارک ۱۴۵۵۴۶
سیارک ۱۴۵۵۴۶ (به انگلیسی: 145546 Suiqizhong، نامگذاری:2006KU67) صد و چهل و پنج هزار و پانصد و چهل و ششمین سیارک کشف شده‌است که در ۲۵ مه ۲۰۰۶ کشف شد.